# Holothuria (Mertensiothuria)
Sous-genre
Holothuria (Mertensiothuria) est un sous-genre de concombres de mer de la famille des Holothuriidae. 

## Description et caractéristiques
Ce sont des holothuries tropicales, présentes dans les océans Indien et (dans une moindre mesure) Pacifique. La plupart des espèces sont cylindriques (avec le trivium parfois légèrement aplati), de taille moyenne au tégument fin, hérissées de papilles coniques plus ou moins prononcées sur tout le corps et éparpillées sans régularité, et équipées de tentacules buccaux assez longs. Elles sont généralement équipées de tubes de Cuvier fonctionnels, et leurs 18 à 20 tentacules buccaux ne sont pas entourés par un collier de papilles. 
Elles sont équipées de podia densément répartis sur le trivium (ne formant 3 bandes que chez les petits individus), et peuvent mesurer jusqu'à 25 cm de long.

## Liste des espèces
Historiquement, ce groupe fut proposé par Elisabeth Deichmann (d) en tant que genre à part entière, mais les données scientifiques récentes l'ont placé au rang de sous-genre du vaste genre Holothuria. 
Selon World Register of Marine Species (24 octobre 2016) :
- Holothuria (Mertensiothuria) albofusca Cherbonnier, 1988  -- Madagascar
- Holothuria (Mertensiothuria) aphanes Lampert, 1885 -- Mer Rouge et nord-ouest de l'océan Indien
- Holothuria (Mertensiothuria) arenacava Samyn, Massin & Muthiga, 2001 -- Côte est-africaine jusqu'en Oman
- Holothuria (Mertensiothuria) artensis Cherbonnier & Féral, 1984 -- Nouvelle-Calédonie et région
- Holothuria (Mertensiothuria) fuscorubra Théel, 1886 -- Hawaii (vicariante de H. leucospilota)
- Holothuria (Mertensiothuria) hilla Lesson, 1830 -- Indo-Pacifique tropical
- Holothuria (Mertensiothuria) isuga Mitsukuri, 1912 -- Indo-Pacifique tropical (rare et discontinue)
- Holothuria (Mertensiothuria) leucospilota (Brandt, 1835) -- Indo-Pacifique tropical
- Holothuria (Mertensiothuria) viridiaurantia Borrero-Pérez & Vanegas-González, 2019 -- Pacifique est

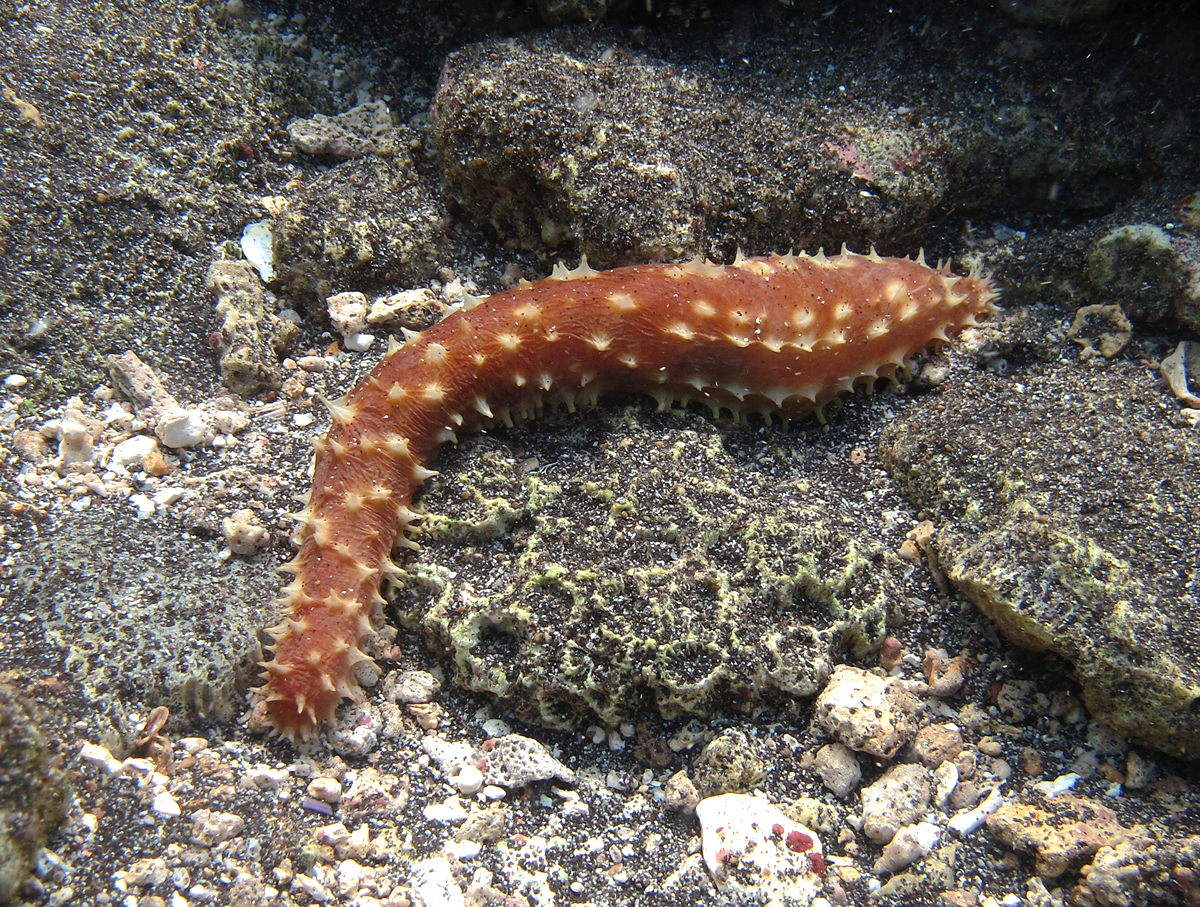
Holothuria hilla.
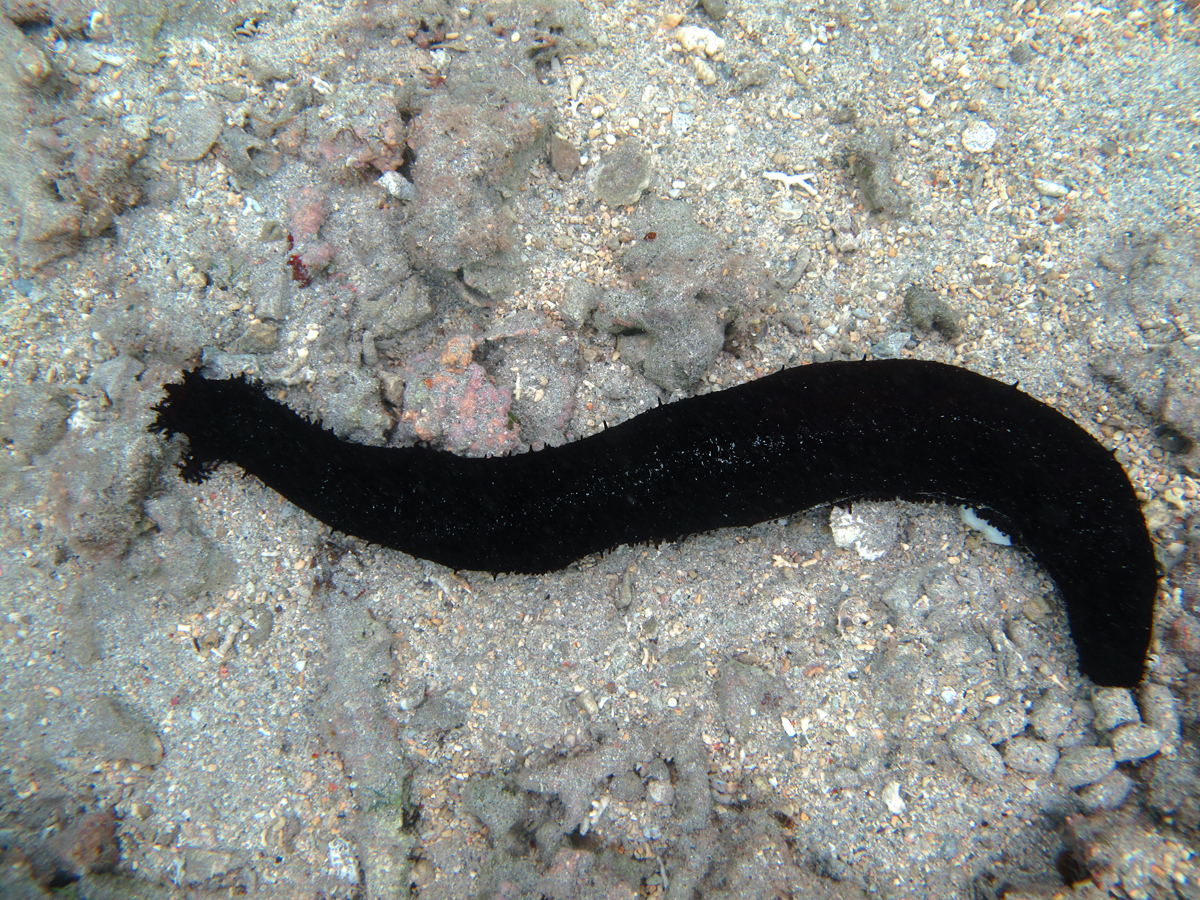
Holothuria leucospilota.
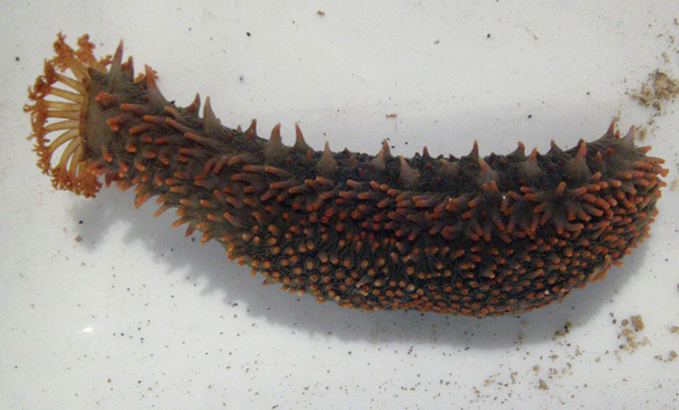
Holothuria viridiaurantia.